# Nor Yerznka
Nor Yerznka (in armeno Նոր Երզնկա?) è un comune dell'Armenia di 1 726 abitanti (2008) della provincia di Kotayk'.